# والدو اسپوپتون
والدو اسپوپتون (انگلیسی: Waldo Sponton؛ زادهٔ ۴ نوامبر ۱۹۷۴) بازیکن فوتبال اهل آرژانتین بود.